# أبو عثمان الناجم
أبو عثمان سعد بن الحسين بن شداد السمعي (؟ - 314هـ/926م) ويُلقَّب بالناجم، هو أديب وراوية وشاعر عاش في العصر العباسي الأوَّل. ولِدَ سعد بن شداد في مدينة بغداد، ولا يُعرَف تاريخ ميلاده بالتحديد، ويعود نسبه إلى السمع بن مالك بن زيد بن سهل، الذي تُنسَب إليه إحدى قبائل حمير اليمنيَّة، وفي رواية مناقضة قيل أيضاً أنَّه ينتسب إلى قبيلة مضر العدنانيَّة. عُرِفَ أبو عثمان الناجم بمصاحبة ابن الرومي، ورواية أشعاره، وكانت تربطه به صداقة ومودَّة، وتُروَى عنهما بعض المخاطبات. وأبو عثمان الناجم هو شاعر بدوره، إلى جانب روايته الشعر، ويُوصَف شعره أنَّه «جيِّد»، وتناول فيه النسيب والوصف والهجاء. تُوفِّي أبو عثمان الناجم في 314هـ، وذكره أبو العلاء المعرِّي في «رسالة الغفران».